# Piłka ręczna na Igrzyskach Panamerykańskich 2011
Turnieje piłki ręcznej na XVI Igrzyskach Panamerykańskich odbyły się w dniach 15–24 października 2011 roku w meksykańskiej Guadalajarze.
Był to siódmy turniej męski i szósty żeński w historii tej imprezy. Udział wzięło w nim łącznie 240 sportowców w szesnastu drużynach reprezentujących dziesięć krajów, które wywalczyły prawo do uczestnictwa we wcześniejszych eliminacjach. Spotkania odbywały się w nowo wybudowanej hali Gimnasio San Rafael mieszczącej 1500 widzów.
Zgodnie z systemem kwalifikacji do turnieju piłki ręcznej rozgrywanego podczas Letnich Igrzysk Olimpijskich 2012, zarówno wśród mężczyzn, jak i kobiet awans do niego uzyskiwał zwycięzca turnieju, natomiast jego finalista otrzymywał szansę gry w światowych turniejach kwalifikacyjnych.
Bezpośrednio do olimpijskiego turnieju awansowali Argentyńczycy, Brazylijczycy natomiast uzyskali prawo występu w światowym turnieju kwalifikacyjnym w kwietniu 2012 roku. Wśród kobiet natomiast bezpośredni awans do olimpijskiego turnieju uzyskały Brazylijki, Argentynki zaś wystąpiły w światowym turnieju kwalifikacyjnym w maju 2012 roku. W turniejach kwalifikacyjnych wystartowały ostatecznie również obie brązowe reprezentacje – Dominikanki i Chilijczycy.

## Zakwalifikowane zespoły
| Kwalifikacja                               | Data                 | Miejsce                | Miejsca | Mężczyźni                      | Kobiety                          |
| ------------------------------------------ | -------------------- | ---------------------- | ------- | ------------------------------ | -------------------------------- |
| Gospodarz                                  | –                    | –                      | 1       | - Meksyk                       | - Meksyk                         |
| Igrzyska Ameryki Południowej 2010          | 26–30 marca 2010     | Itagüí                 | 3       | - Brazylia - Argentyna - Chile | - Argentyna - Brazylia - Urugwaj |
| Igrzyska Ameryki Środkowej i Karaibów 2010 | 25–30 lipca 2010     | Mayagüez               | 2       | - Dominikana - Wenezuela       | - Dominikana - Portoryko         |
| Dwumecz Kanada–USA                         | 21 i 23 grudnia 2010 | Lake Placid La Prairie | 1       | - Kanada                       | - Stany Zjednoczone              |
| Turniej eliminacyjny                       | –                    | Santiago               | 1       | –                              | - Chile                          |
| Turniej eliminacyjny                       | 3–5 czerwca 2011     | Gwatemala              | 1       | - Stany Zjednoczone            | –                                |

## System rozgrywek
Zarówno w męskich, jak i żeńskich zawodach startowało po osiem zespołów podzielonych na dwie grupy po cztery zespoły. Turniej kobiet rozegrany został w dniach 15–23 października, a męski 16–24 października 2012 roku.
Rozgrywki prowadzone były w pierwszej fazie systemem kołowym, po którym następowała faza play-off: dwie najlepsze drużyny z każdej grupy walczyły o miejsca 1–4, natomiast pozostałe o pozycje 5–8.

## Podsumowanie

### Klasyfikacja medalowa
| Klasyfikacja medalowa | Klasyfikacja medalowa | Klasyfikacja medalowa | Klasyfikacja medalowa | Klasyfikacja medalowa | Klasyfikacja medalowa |
| Miejsce               | Reprezentacja         | Złoto                 | Srebro                | Brąz                  | Razem                 |
| --------------------- | --------------------- | --------------------- | --------------------- | --------------------- | --------------------- |
| 1                     | Argentyna             | 1                     | 1                     | 0                     | 2                     |
| 1                     | Brazylia              | 1                     | 1                     | 0                     | 2                     |
| 3                     | Chile                 | 0                     | 0                     | 1                     | 1                     |
| 3                     | Dominikana            | 0                     | 0                     | 1                     | 1                     |
| Razem                 | Razem                 | 2                     | 2                     | 2                     | 6                     |

### Medaliści
| Konkurencja | 1. miejsce | 2. miejsce | 3. miejsce |
| ----------- | ---------- | ---------- | ---------- |
| Mężczyźni   | Argentyna  | Brazylia   | Chile      |
| Kobiety     | Brazylia   | Argentyna  | Dominikana |